# Neuenlande (Ganderkesee)
Neuenlande ist der nördlichste Ortsteil der Gemeinde Ganderkesee im niedersächsischen Landkreis Oldenburg.

## Geografie und Geschichte
Die Bauerschaft liegt nördlich vom Kernbereich von Ganderkesee im Moorgebiet zwischen Geestrand und der Wesermarsch. Westlich in geringer Entfernung verläuft die Bundesstraße 212 und südlich die Bundesautobahn 28.
1790 begann die Moorkolonisation und Neuenlande wurde gegründet. Der Ort ist zur Kirchengemeinde Schönemoor eingepfarrt.
Auf einer Weide an der Neuenlander Straße befindet sich ein Moorkreuz. Dieses gehört zum Pilgerweg Ochtum, Marsch und Moor.